# Sa Caleta
Sa Caleta i des Bol Nou és una platja al sud de l'illa d'Eivissa, al municipi de Sant Josep de la Talaia. Forma part del parc natural de ses Salines, el que va protegir la zona contra la urbanització excessiva que ha destrossat altres parts de l'illa. És una cala de pescadors de dimensions reduïdes on predominen les casetes varador.
Molt a prop de la platja hi ha uns jaciments fenicis: el Poblament fenici de Sa Caleta del segle viii aC que era el primer assentiment abans que es va desplaçar a la ciutat d'Eivissa.